# 2019年1月美國總統全國電視講話
2019年1月8日，美國總統唐納·川普在華盛頓特區白宮椭圆形办公室發表有關移民問題的全國講話。主流媒體均直播有關講話，以及講話後民主黨的回應。
特朗普主张国会為建立美墨邊界的边界围栏提供资金，以結束聯邦政府局部停擺。是次講話乃特朗普首次椭圆形办公室內進行電視直播，講話预计不会超过8分钟。
特朗普政府提前一天向电视台要求播出时间。特朗普随后宣布：「我很高兴地通知你们，我将就我们南部边境的人道主义和国家安全危机向全国发表讲话，時間為东部时间周二晚上9点。」
另外是次全國講話發生在联邦政府停摆第17日。

## 民主黨回應
民主黨領袖要求在同樣時間舉行電視直播發表回應。眾議院議長蘭茜·佩洛西以及參議院少數黨領袖查克·舒默代表民主黨回應特朗普的講話。
根據《荷里活報道》，民主黨回應的收視率比特朗普的講話多一點。

## 直播覆蓋率
總統講話由美國媒體以空中編程的方式進行直播，大眾媒體對總統特朗普待遇也引起了公眾的批評。2014年11月，時任總統奧巴馬發表同樣有關移民的講話時，數間媒體表明因為避免成為政治宣傳平台而拒絕直播講話。

## 外部連結
- 當奴, 特朗普. . 白宮. （原始内容存档于2019-01-10）.